# Blepephaeus undulatus
Blepephaeus undulatus là một loài bọ cánh cứng trong họ Cerambycidae.